# Japán az 1932. évi téli olimpiai játékokon
Japán az egyesült államokbeli Lake Placidben megrendezett 1932. évi téli olimpiai játékok egyik részt vevő nemzete volt. Az országot az olimpián 5 sportágban 16 sportoló képviselte, akik érmet nem szereztek.

## Északi összetett
| Versenyző          | Sífutás | Sífutás | Sífutás | Síugrás  | Síugrás  | Síugrás  | Síugrás  | Síugrás | Síugrás | Összesítés | Összesítés |
| Versenyző          | Sífutás | Sífutás | Sífutás | 1. ugrás | 1. ugrás | 2. ugrás | 2. ugrás | Össz.   | Össz.   | Összesítés | Összesítés |
| Versenyző          | Idő     | Pont    | Hely.   | Távolság | Pont     | Távolság | Pont     | Pont    | Hely.   | Pont       | Helyezés   |
| ------------------ | ------- | ------- | ------- | -------- | -------- | -------- | -------- | ------- | ------- | ---------- | ---------- |
| Jamada Kacumi      | 1:56:03 | 111,0   | 29.     | 47,0     | 29,0~    | 40,5     | 82,2     | 111,2   | 31.     | 222,20     | 32.        |
| Kurijagava Heigoró | 1:31:34 | 219,0   | 3.      | 49,5     | 27,0~    | 50,0     | 86,8     | 113,8   | 29.     | 332,80     | 20.        |
| Cubokava Takemicu  | 1:33:15 | 210,0   | 5.      | 35,5     | 73,2     | 37,0     | 75,7     | 148,9   | 27.     | 358,90     | 15.        |

~ - az ugrás során elesett

## Gyorskorcsolya
| Versenyző       | Versenyszám | Előfutam       | Előfutam      | Döntő   | Döntő    |
| Versenyző       | Versenyszám | Idő            | Hely.         | Idő     | Helyezés |
| --------------- | ----------- | -------------- | ------------- | ------- | -------- |
| Isihara Sózó    | 500 m       | idő nem ismert | 3.            | kiesett | kiesett  |
| Isihara Sózó    | 1500 m      | idő nem ismert | 5.            | kiesett | kiesett  |
| Isihara Sózó    | 5000 m      | idő nem ismert | 8.            | kiesett | kiesett  |
| Isihara Sózó    | 10 000 m    | nem ért célba  | nem ért célba | kiesett | kiesett  |
| Kavamura Jaszuo | 500 m       | idő nem ismert | 5.            | kiesett | kiesett  |
| Kavamura Jaszuo | 1500 m      | idő nem ismert | 4.            | kiesett | kiesett  |
| Kavamura Jaszuo | 5000 m      | idő nem ismert | 7.            | kiesett | kiesett  |
| Kavamura Jaszuo | 10 000 m    | nem ért célba  | nem ért célba | kiesett | kiesett  |
| Kitani Tokuo    | 500 m       | idő nem ismert | 4.            | kiesett | kiesett  |
| Kitani Tokuo    | 1500 m      | idő nem ismert | 5.            | kiesett | kiesett  |
| Kitani Tokuo    | 5000 m      | idő nem ismert | 8.            | kiesett | kiesett  |
| Kitani Tokuo    | 10 000 m    | nem ért célba  | nem ért célba | kiesett | kiesett  |
| Tomeju Uruma    | 500 m       | idő nem ismert | 6.            | kiesett | kiesett  |
| Tomeju Uruma    | 1500 m      | idő nem ismert | 6.            | kiesett | kiesett  |
| Tomeju Uruma    | 5000 m      | idő nem ismert | 9.            | kiesett | kiesett  |
| Tomeju Uruma    | 10 000 m    | nem ért célba  | nem ért célba | kiesett | kiesett  |

## Műkorcsolya
| Versenyző       | Versenyszám  | Kötelező elemek   | Kötelező elemek | Kűr               | Kűr   | Összesítés                     | Összesítés                     | Összesítés                     | Összesítés                     | Összesítés                     | Összesítés                     | Összesítés                     | Összesítés        | Összesítés  | Összesítés | Összesítés |
| Versenyző       | Versenyszám  | Kötelező elemek   | Kötelező elemek | Kűr               | Kűr   | Helyezési pontszámok bírónként | Helyezési pontszámok bírónként | Helyezési pontszámok bírónként | Helyezési pontszámok bírónként | Helyezési pontszámok bírónként | Helyezési pontszámok bírónként | Helyezési pontszámok bírónként | Több. hely. száma | Hely. össz. | Pont       | Helyezés   |
| Versenyző       | Versenyszám  | Több. hely. száma | Hely.           | Több. hely. száma | Hely. | 1                              | 2                              | 3                              | 4                              | 5                              | 6                              | 7                              | Több. hely. száma | Hely. össz. | Pont       | Helyezés   |
| --------------- | ------------ | ----------------- | --------------- | ----------------- | ----- | ------------------------------ | ------------------------------ | ------------------------------ | ------------------------------ | ------------------------------ | ------------------------------ | ------------------------------ | ----------------- | ----------- | ---------- | ---------- |
| Oimacu Kazujosi | Férfi egyéni | 6×10+             | 10.             | 4×8,5+            | 8.    | 9,0                            | 10,0                           | 9,0                            | 9,0                            | 12,0                           | 8,0                            | 10,0                           | 4×9+              | 67,0        | 1978,6     | 9.         |
| Obitani Rjúicsi | Férfi egyéni | 5×11+             | 11.             | 4×11,5+           | 12.   | 11,0                           | 9,0                            | 12,0                           | 12,0                           | 10,0                           | 11,0                           | 12,0                           | 4×11+             | 77,0        | 1856,7     | 12.        |

## Sífutás
| Versenyző          | Versenyszám | Eredmény      | Helyezés      |
| ------------------ | ----------- | ------------- | ------------- |
| Ivaszaki Szaburó   | 50 km       | 5:21:40       | 18.           |
| Ivaszaki Szaburó   | 18 km       | 1:44:07       | 37.           |
| Hosina Takeo       | 18 km       | 1:35:47       | 17.           |
| Cubokava Takemicu  | 18 km       | 1:33:15       | 15.           |
| Kurijagava Heigoró | 18 km       | 1:31:34       | 12.           |
| Kurijagava Heigoró | 50 km       | nem ért célba | nem ért célba |
| Ageisi Ivao        | 50 km       | 5:19:31       | 17.           |
| Tanigucsi Kinzo    | 50 km       | nem ért célba | nem ért célba |

## Síugrás
| Versenyző       | 1. ugrás | 1. ugrás | 1. ugrás | 2. ugrás | 2. ugrás | 2. ugrás | Összesítés | Összesítés |
| Versenyző       | Távolság | Pont     | Hely.    | Távolság | Pont     | Hely.    | Pont       | Helyezés   |
| --------------- | -------- | -------- | -------- | -------- | -------- | -------- | ---------- | ---------- |
| Jamada Kacumi   | 57,0     | 34,0~    | 32.      | 51,5     | 36,0~    | 30.      | 70,0       | 32.        |
| Takata Joicsi   | 37,5     | 74,1     | 29.      | 57,0     | 17,0~    | 32.      | 91,1       | 31.        |
| Makita Micutake | 59,0     | 97,2     | 17.      | 59,5     | 37,0~    | 29.      | 134,2      | 28.        |
| Adacsi Goró     | 60,0     | 102,1    | 9.*      | 66,0     | 108,6    | 6.*      | 210,7      | 8.         |

* - egy másik versenyzővel azonos eredményt ért el

~ - az ugrás során elesett